# Lorenzo Valerio
Lorenzo Valerio (né à Turin le 23 novembre 1810, mort à Messine le 26 août 1865) est un homme politique italien.

## Biographie
Organisateur de la culture et homme politique libéral, Lorenzo Valerio fonde et dirige la revue Letture popolari (1836), qui a une influence dans la propagation des idées libérales et démocratiques auprès des jeunes des classes petites et moyennes de la bourgeoisie piémontaise, de l'association agraire (où il s'impose à Camillo Cavour) et la Société des écoles maternelles à Turin. En 1842, il fait la promotion  à Agliè d'une des premières écoles maternelles et d'un collège pour les femmes des fabriques de soie. Plus tard, il fonde et dirige l'influent quotidien politique La Concordia puis  Il Diritto.
Il est un opposant farouche de Cavour et le chef de l'opposition au parlement pendant de nombreuses législatures, un avocat du libéralisme démocratique ou de «gauche», qui se montre très dur contre les ecclésiastiques, les privilèges de l'Église, l'Autriche et les autres États absolutistes qui tiennent l'Italie en esclavage et empêche l'unification de la nation. Il associe liberté et justice sociale. 
Pourtant, Valerio et la gauche soutiennent le roi Charles-Albert de Sardaigne, jugé inconstant et trop modéré, curieusement plus proche de lui que de Cavour. C'est pour cela que Giuseppe Mazzini (et les cercles républicains de Gênes) et Cavour, pour des motifs opposés le critiquent, car il se leurre de « cerner la monarchie d'institutions républicaines » ou même de « faire la révolution avec un roi » comme le dit Mazzini  . À son tour, il juge sévèrement Mazzini et ses tentatives répétées et non concluantes d'insurrections qui envoient à la mort tant de jeunes et renforcent la réaction des États absolutistes. Il lui préfère de beaucoup Giuseppe Garibaldi et Valerio est le parlementaire de référence pour Garibaldi.
Par la suite, lorsque Cavour est ministre dans le gouvernement libéral-conservateur de Massimo d'Azeglio, puis Premier ministre avec un programme de centre ouvert à la gauche modérée, Valerio le soutient souvent, tout en conservant l'intransigeance morale et l'esprit critique pour lequel il est connu et apprécié.
Il est élu député de la VIIIe législature du royaume d'Italie (la première après l'unification de l'Italie) et il est nommé gouverneur de la province de Côme par le roi Victor-Emmanuel II. Il est, par la suite, gouverneur extraordinaire des Marches puis préfet de Messine, la ville où il meurt de maladie.
Dans sa maison à Turin, où se tenait un salon bondé d'intellectuels et de patriotes libéraux, l'Hymne de Mameli écrit en 1847 par le jeune patriote Goffredo Mameli et mis en  musique par Michele Novaro y est joué pour la première fois.

## Source
- (it) Cet article est partiellement ou en totalité issu de l’article de Wikipédia en italien intitulé « Lorenzo Valerio » (voir la liste des auteurs).